# Ana Jara
Ana Jara (numele complet Ana Jara Martínez; n. 17 noiembrie 1995, Valencia, Comunitatea Valenciană, Spania) este o cântăreață și dansatoare spaniolă. Este cunoscută pentru rolul lui Jim în serialul Soy Luna.
1. ↑  Ana Jara, Česko-Slovenská filmová databáze